# Clostera powelli
Clostera powelli is een vlinder uit de familie van de tandvlinders (Notodontidae). De wetenschappelijke naam van de soort is voor het eerst geldig gepubliceerd in 1915 door Charles Oberthür.